# Morgan Library and Museum
La Morgan Library and Museum (autrefois appelée Pierpont Morgan Library) est une bibliothèque de recherche et un musée fondé par J. P. Morgan, Jr en mémoire de son père John Pierpont Morgan. La bibliothèque et le musée se trouvent au 225, Madison Avenue au niveau de la 36e rue, dans le quartier de Murray Hill de Manhattan à New York aux États-Unis.

## Architecture
L'ensemble se compose de trois bâtiments dont la construction s'étale de 1852 à 1928 : 
- la villa de John Pierpont Morgan (1837-1913). Désireux de réunir une collection d'objets comparables à ce qui se retrouve en Europe, il fait construire une villa pour accueillir ses acquisitions. L'architecte Charles Follen McKim fut chargé de la réalisation.
- une bibliothèque dont les plans ont été conçus en 1906 par l'architecte Charles Follen McKim, d'inspiration Renaissance italienne ; il s'inspire du palais du Té à Mantoue ;
- une annexe érigée en 1928 selon les plans de Benjamin Wistar Morris (en), qui travailla aussi sur le complexe du Rockefeller Center. Cette annexe fait suite à la transformation de la bibliothèque en institution publique et en mémorial pour John Pierpont Morgan.

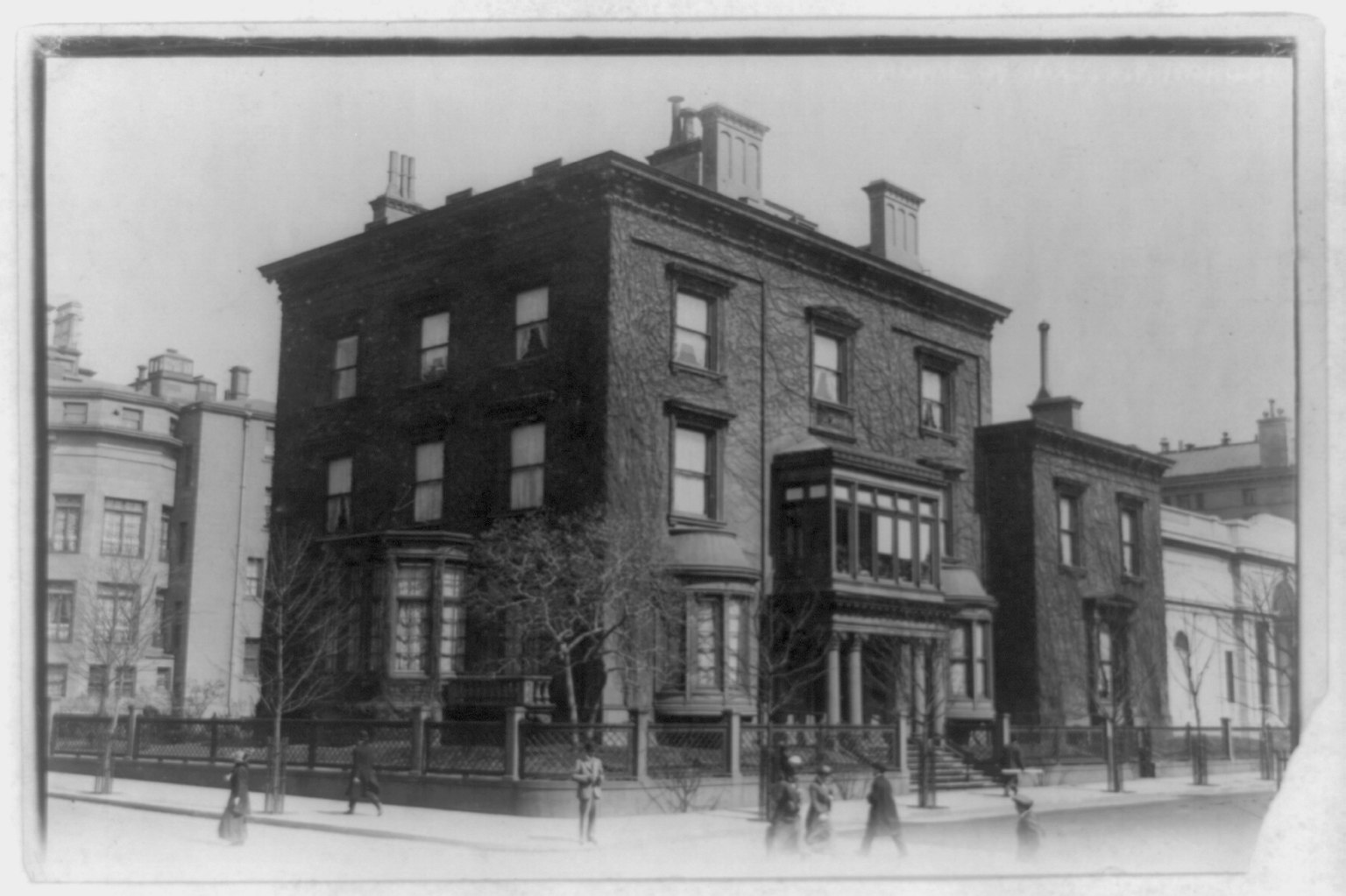
Photographie de 1913.
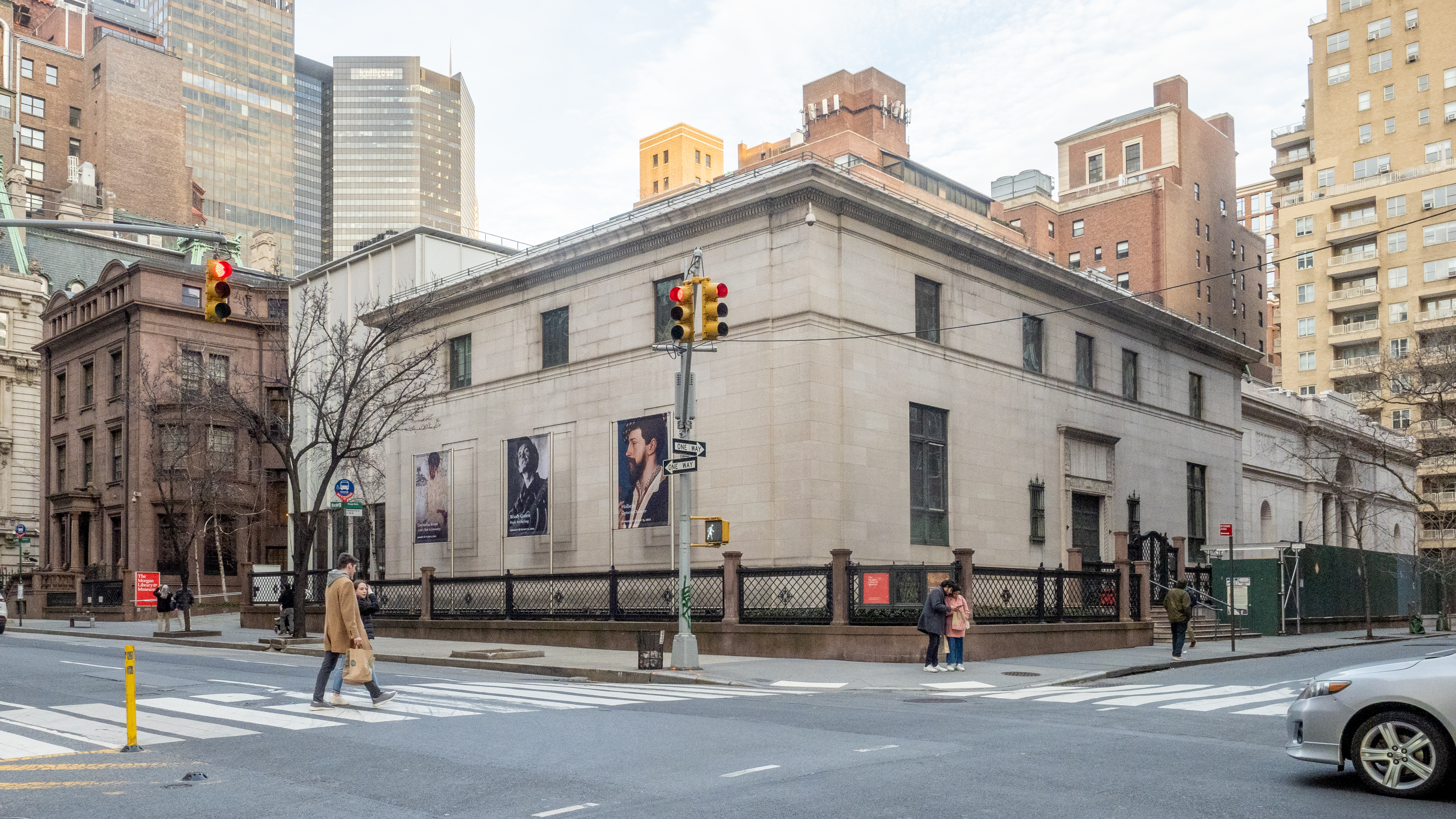
Vue du bâtiment McKim.
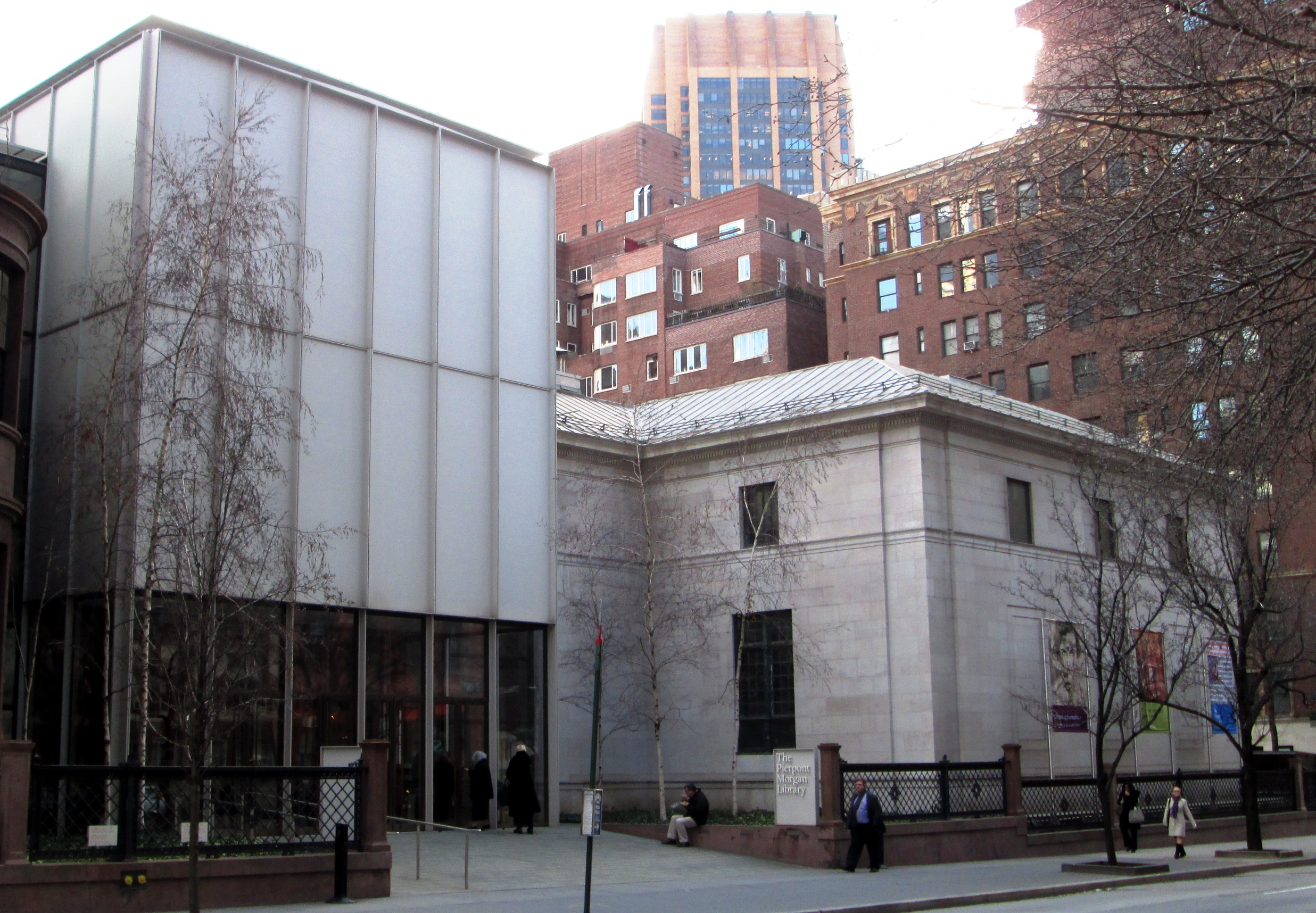
Annexe conçu par Renzo Piano en 2006.
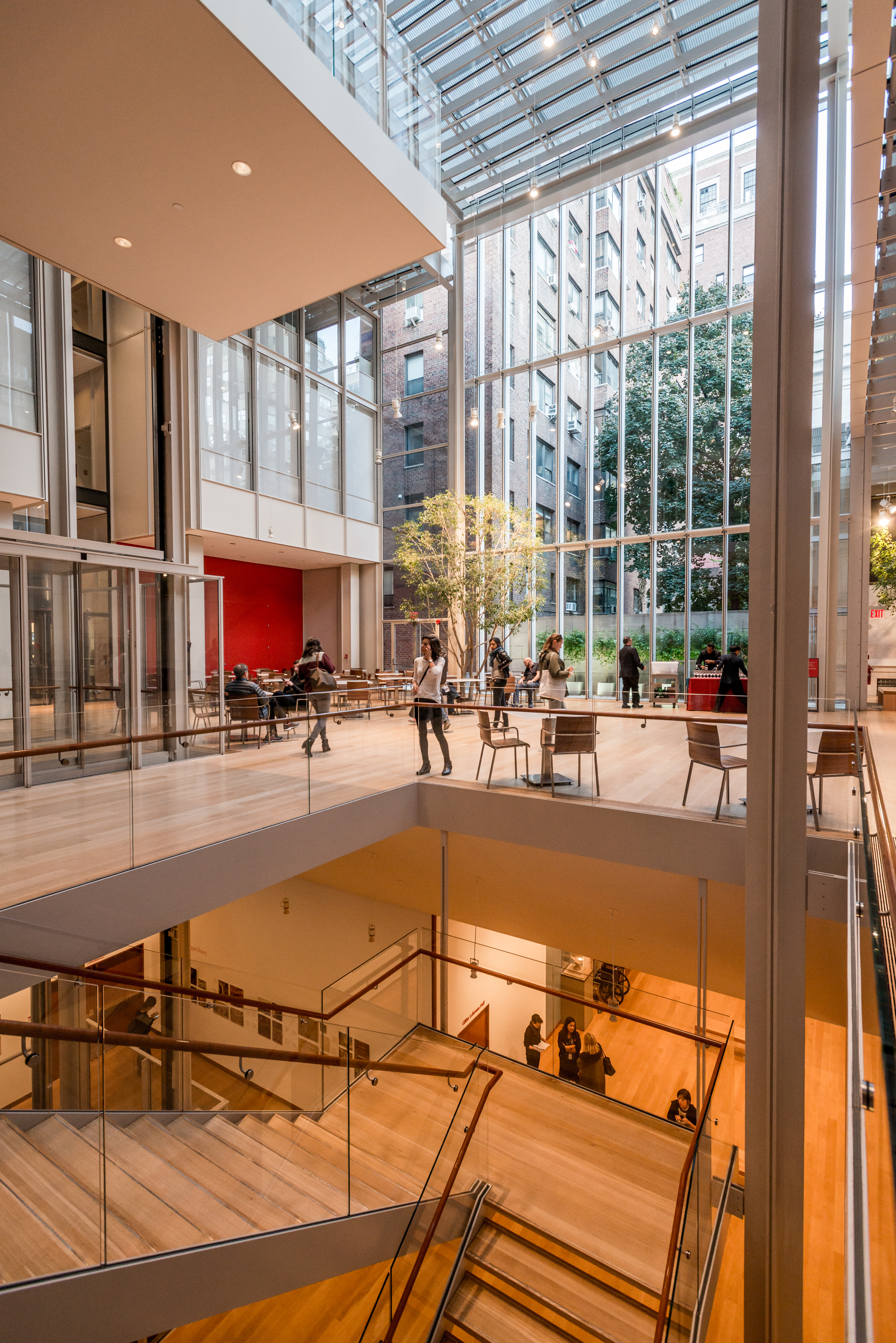
L'accueil intérieur avec l'accès aux différents étages.
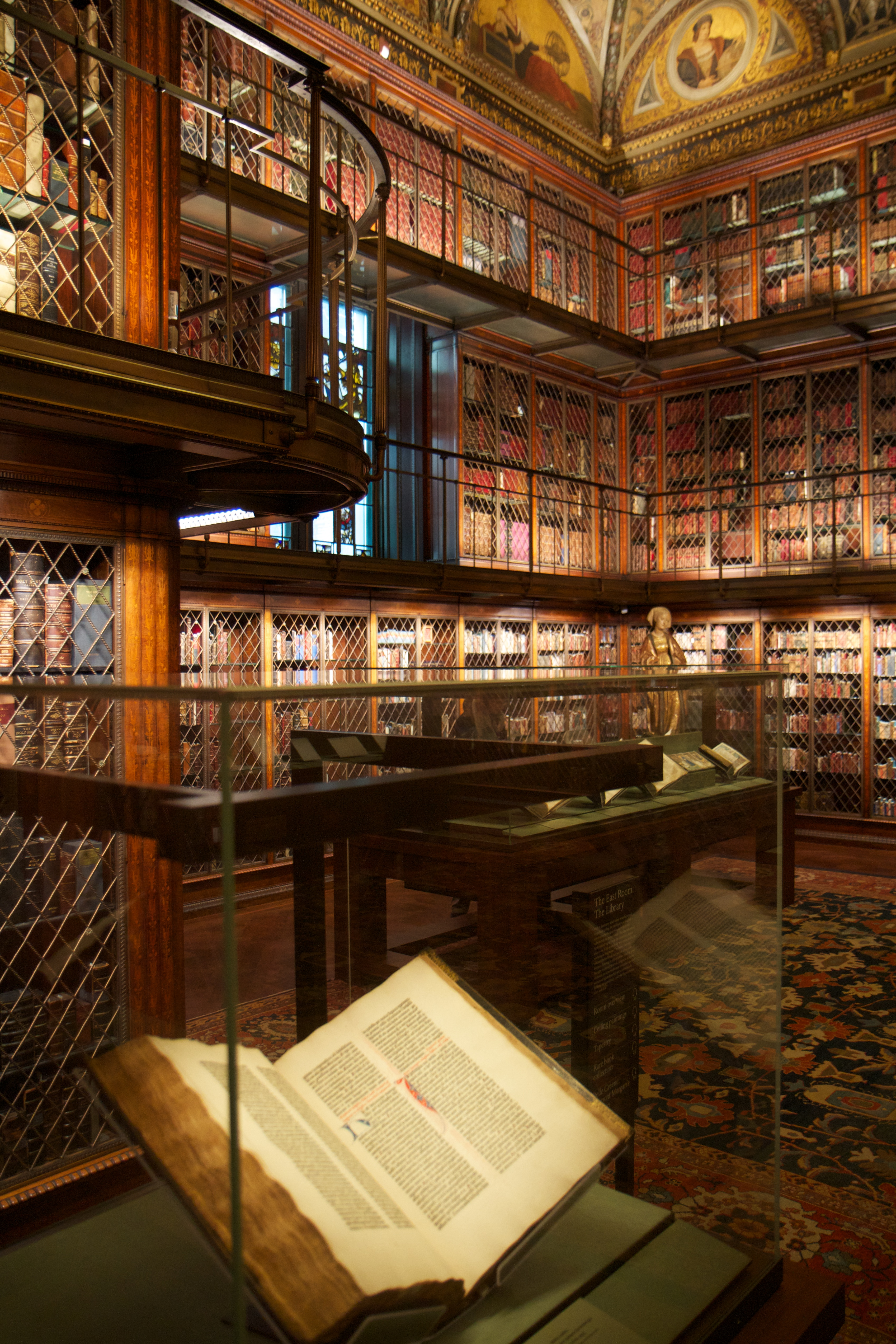
Une Bible de Gutenberg présentée à la bibliothèque.

En 1988, la maison brownstone au 231 sur Madison est intégrée à l'ensemble. Cette maison a été construite par John Jay Phelps (en) (1810-1869), un baron et financier des chemins de fer,en 1852 et acquise par J. P. Morgan en 1904. Elle a servi de résidence à la famille de 1905 à 1943. Un quatrième bâtiment est construit sur les plans de l'architecte italien Renzo Piano et relie le brownstone à la villa. Il a ouvert ses portes au public le 29 avril 2006 et a coûté 106 millions de dollars. Il comprend en sous-sol des réserves et un auditorium de près de 300 places. Cet agrandissement permet de doubler la surface de l'institution, 14 000 m2 en 2006 , tout en offrant des services d'accueil aux visiteurs.
En 2010, la bibliothèque est entièrement restaurée et accueille depuis plus de 300 objets des différentes collections.

## La villa

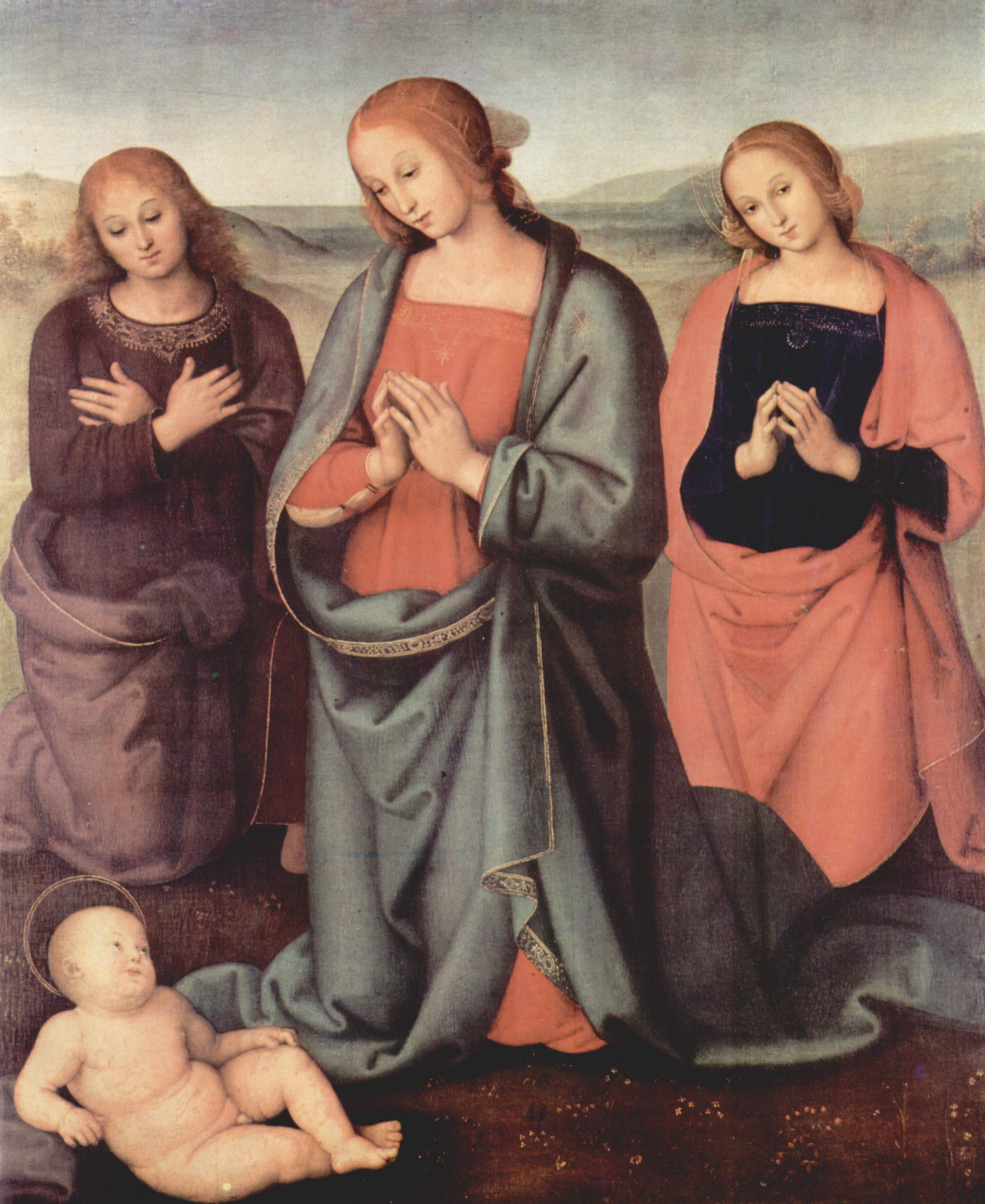
Marie et l'Enfant avec Jean l'évangéliste et Marie-Madeleine - Le Pérugin 1503,.

On accède aux collections de la villa Pierpont par deux portes de bronze qui ouvrent sur une vaste rotonde de marbre. La voute peinte par Henry Siddons Mowbray illustre trois époques représentées dans les collections, l'Antiquité, le Moyen Âge et la Renaissance. Les caissons représentent des scènes mythologiques, réalisées en stuc bleu et blanc, inspirées de la villa Madame à Rome. La rotonde présente également un bas-relief en céramique du sculpteur Luca della Robbia représentant une Vierge à l'Enfant. Quelques manuscrits d'origine américaine sont exposés dans la rotonde.
Dans l'aile ouest, le cabinet de travail où Morgan aimait se réfugier contient une bibliothèque basse courant le long des murs et abritant une partie des manuscrits. Sur les murs recouverts d'un tissu en soie rouge imprimé avec le symbole de la famille Chigi de Sienne, plusieurs tableaux de la Renaissance sont accrochés, ainsi qu'un retable de Hans Memling et un buste en marbre du Christ enfant d'Antonio Rossellino. Un portrait de Pierpont Morgan est suspendu au-dessus de l'âtre. Dans cette pièce, on retrouve la pièce forte qui servait à protéger les manuscrits les plus précieux.
L'aile nord abrite également des manuscrits sous un plafond peint par James Wall Finn. Dans cette salle, on retrouve quelques-unes des plus anciennes pièces de l'Antiquité.
La librairie originale, la pièce la plus spectaculaire, se retrouve dans l'aile est. Très haute, elle contient des étagères sur toute la hauteur et accueille d'inestimables manuscrits et ouvrages. Au-dessus de la cheminée, une tapisserie du XVIe siècle est suspendue et illustre l'avarice, un des péchés capitaux, à travers le roi Midas. Deux escaliers donnent accès aux balcons. La plafond a lui aussi été peint par Mowbray. Des présentoirs sont répartis dans la pièce où on peut admirer notamment une bible de Johannes Gutenberg, des enluminures médiévales et des manuscrits originaux de plusieurs artistes.

## Collections
La collection inestimable est riche de 350 000 pièces. Elle comprend des dessins et des estampes, des livres anciens, des manuscrits du Moyen Âge et de la Renaissance, des manuscrits d'ouvrages littéraires et historiques, des partitions originales et des sceaux antiques. On y trouve ainsi des enluminures du psautier de Ramsey, les Évangiles de Lindau, trois exemplaires de la Bible de Gutenberg, un manuscrit de la main de Mozart, des lettres illustrées de Van Gogh ou encore le plus grand ensemble de gravures de Rembrandt conservé aux États-Unis. On trouve aussi des partitions de Mozart, le manuscrit original d'Eugénie Grandet qu'Honoré de Balzac avait offert à Madame Hanska, des bijoux et des pièces d'orfèvrerie, le manuscrit original du Petit Prince d'Antoine de Saint-Exupéry ainsi que des partitions de la main de Beethoven et de Brahms.
La collection de sceaux du Proche-Orient notamment est une des plus importantes au monde avec des pièces entre 3500 et 330 avant Jésus-Christ.
En 2008, la Morgan Library a reçu un cadeau inestimable : une collection de lettres et manuscrits de l’écrivain irlandais Oscar Wilde. Les 9 manuscrits de poèmes et de prose et 4 lettres importantes sont rassemblés dans un livre rouge relié en cuir. L’une des lettres est considérée comme un des plus anciens documents survivants de Wilde, écrite à son amant, Lord Alfred Douglas.

## Galerie
Quelques-unes des œuvres du musée : 

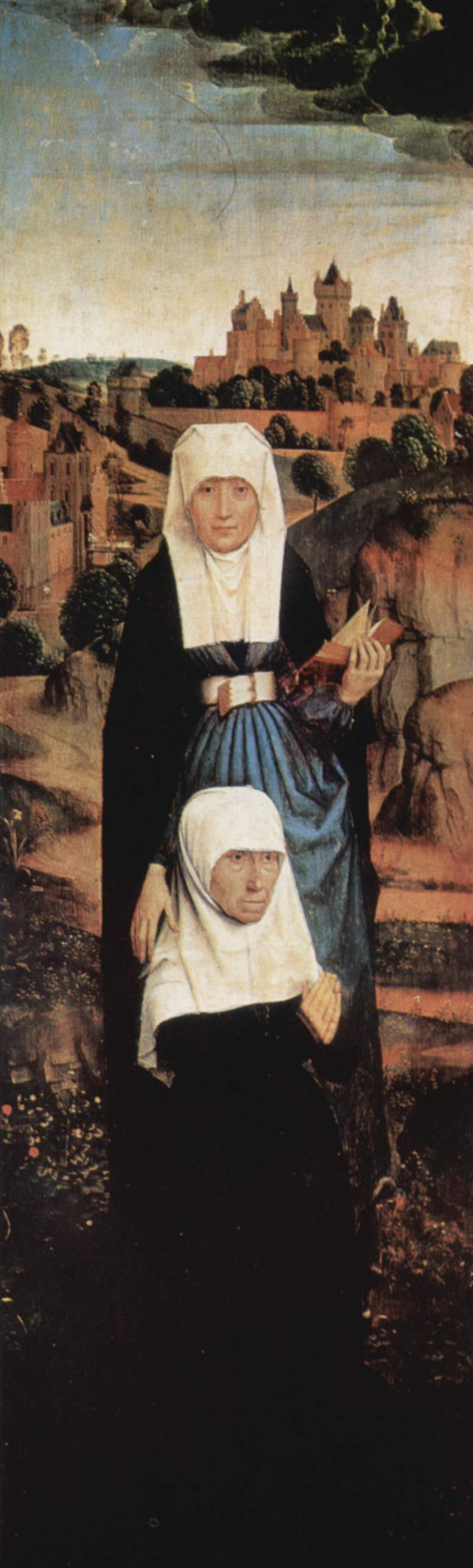
Retable de Hans Memling.
Aquarelle d'Albrecht Dürer.
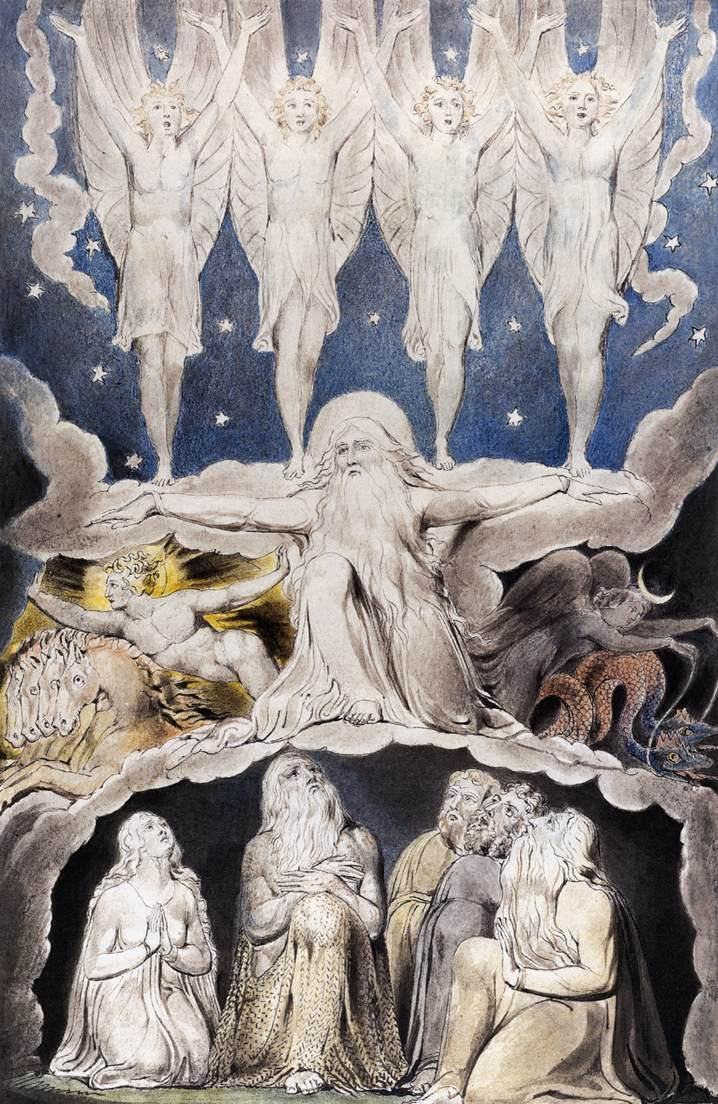
William Blake.
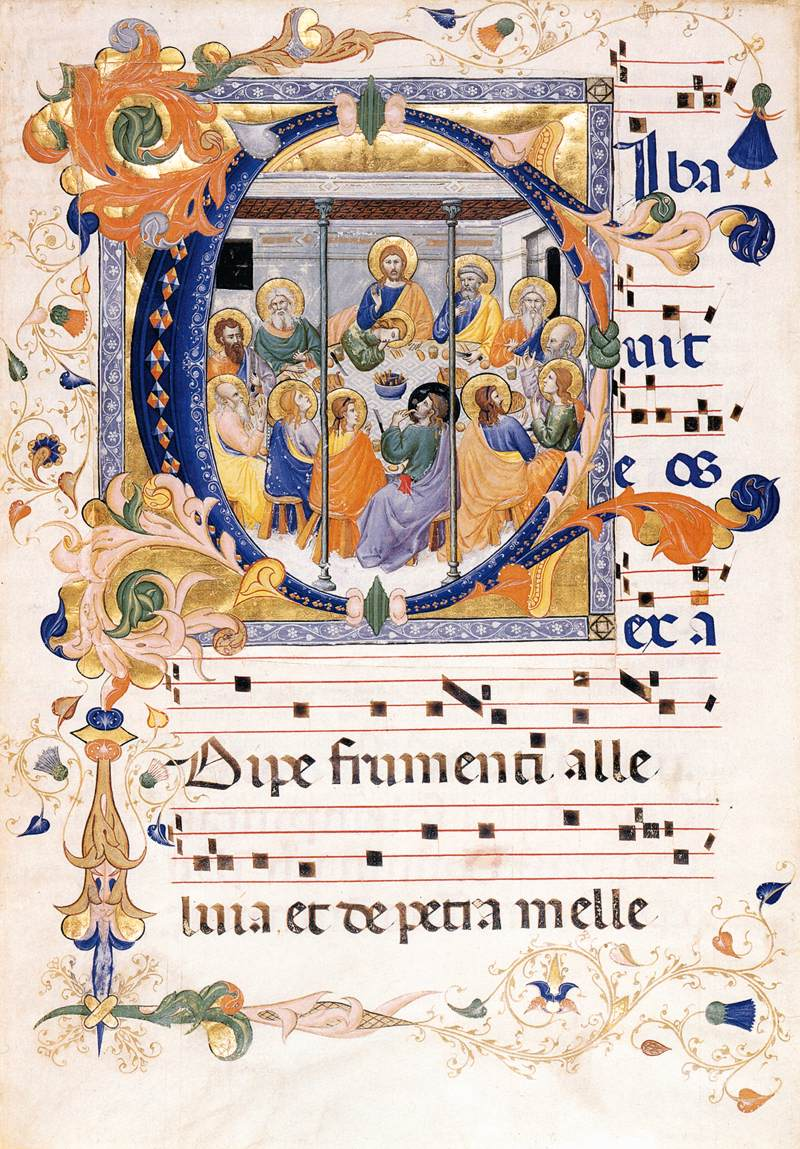
Enluminure de Don Silvestro dei Gherarducci.
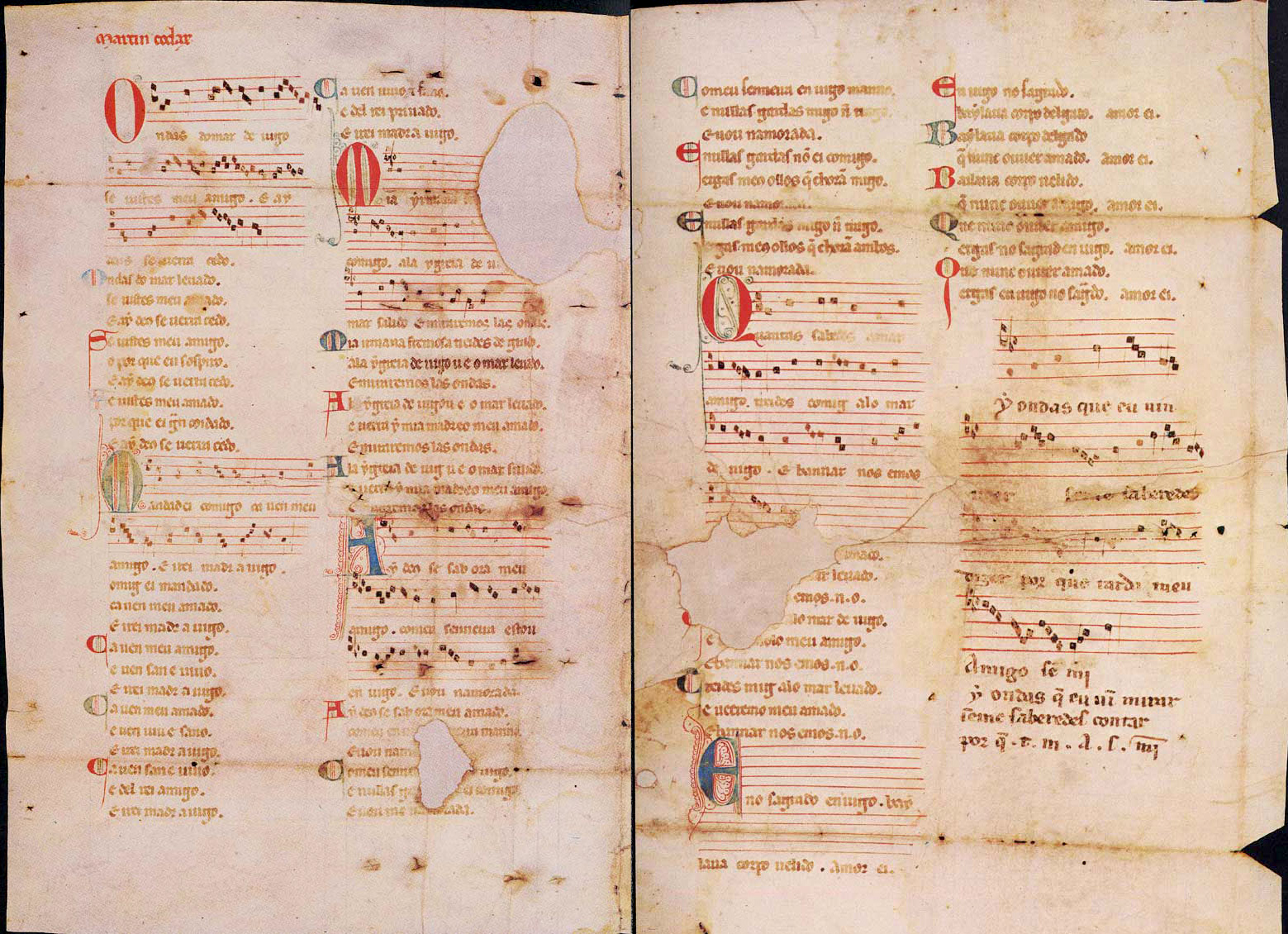
Œuvre de Martin Codax.
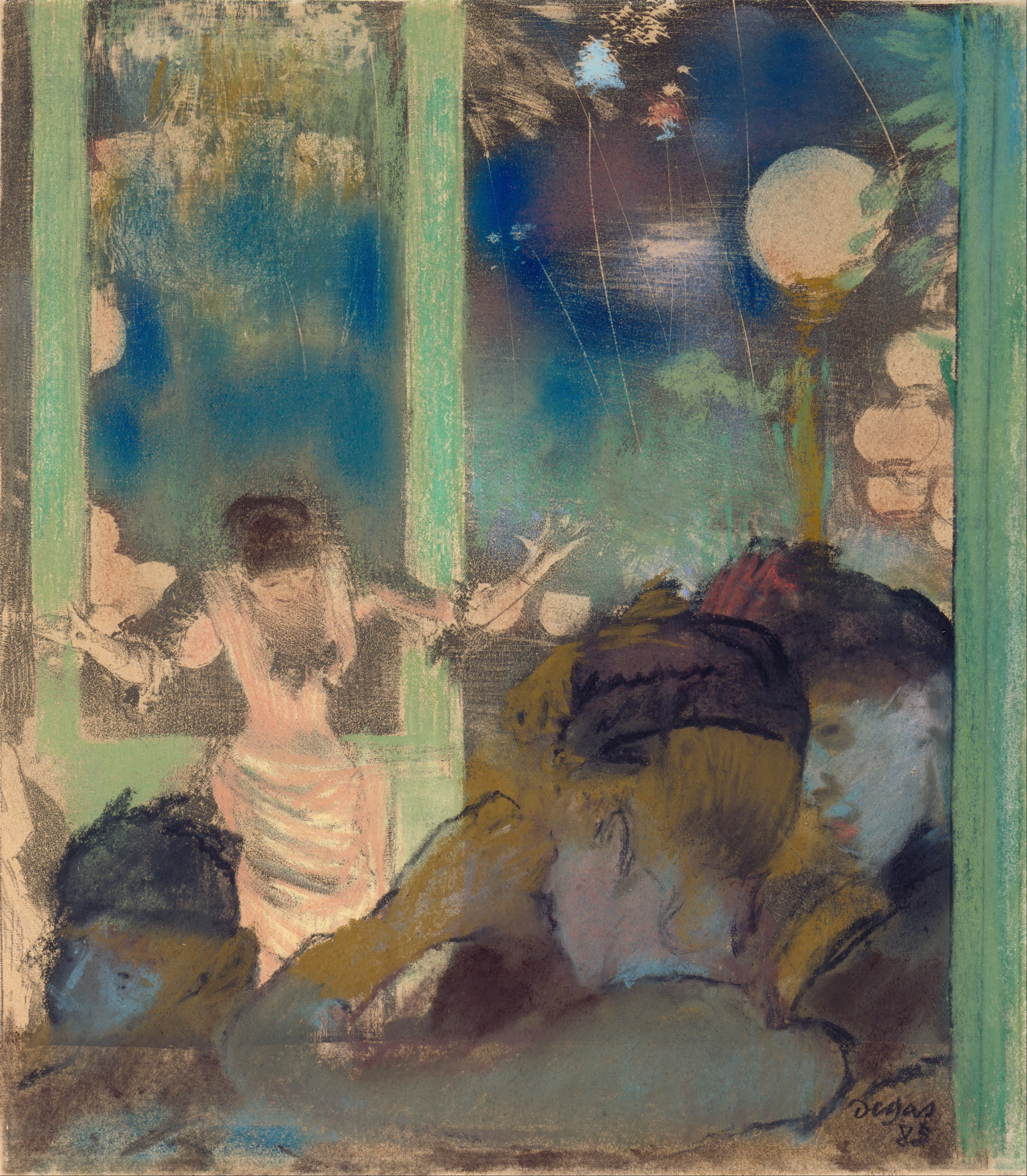
Mademoiselle Bécat au Café des Ambassadeurs, Edgar Degas (1885).
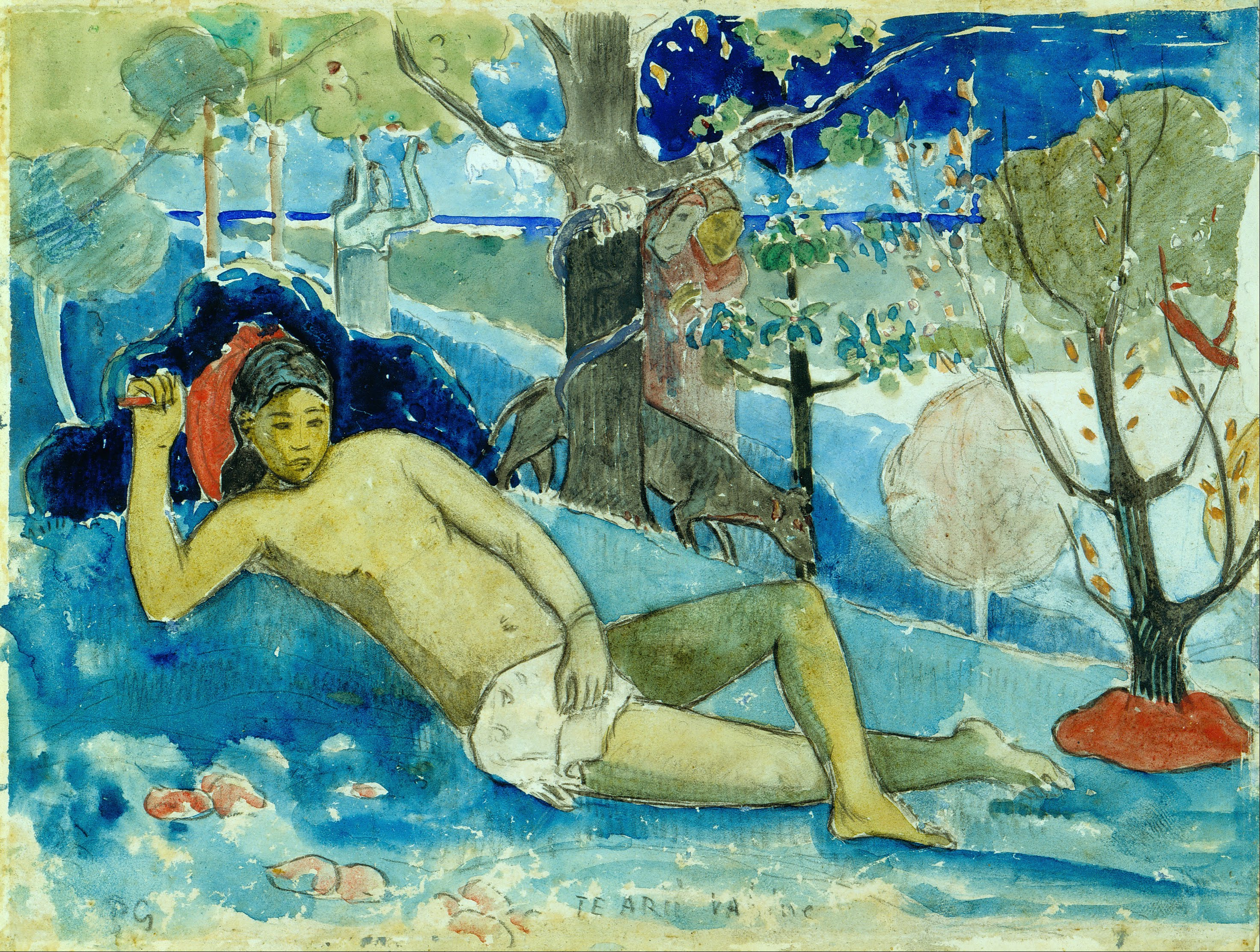
Te arii vahine (La Reine de beauté ou La Noble Reine), Paul Gauguin (1897).
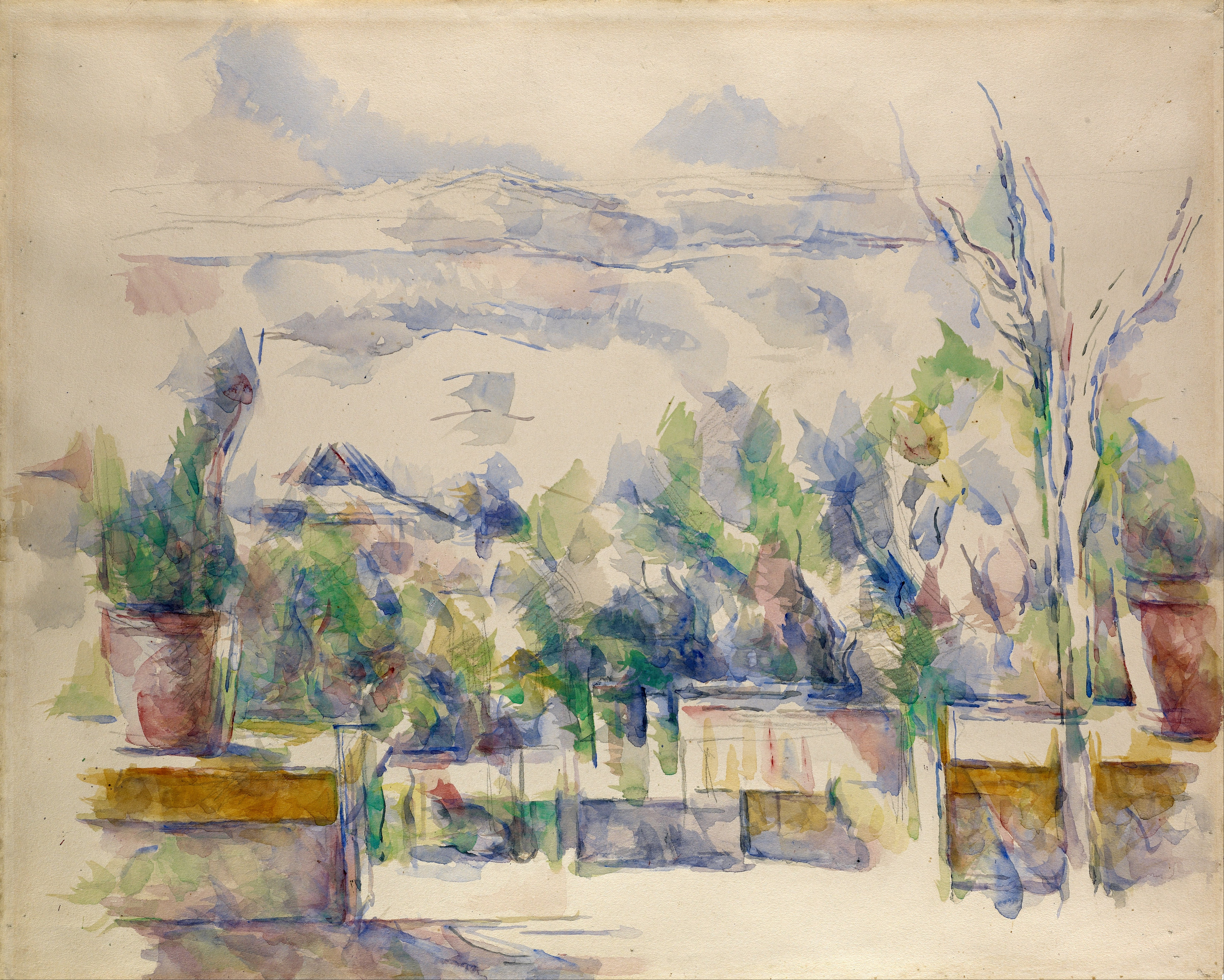
La terrasse du jardin des Lauves, Paul Cézanne (1906).
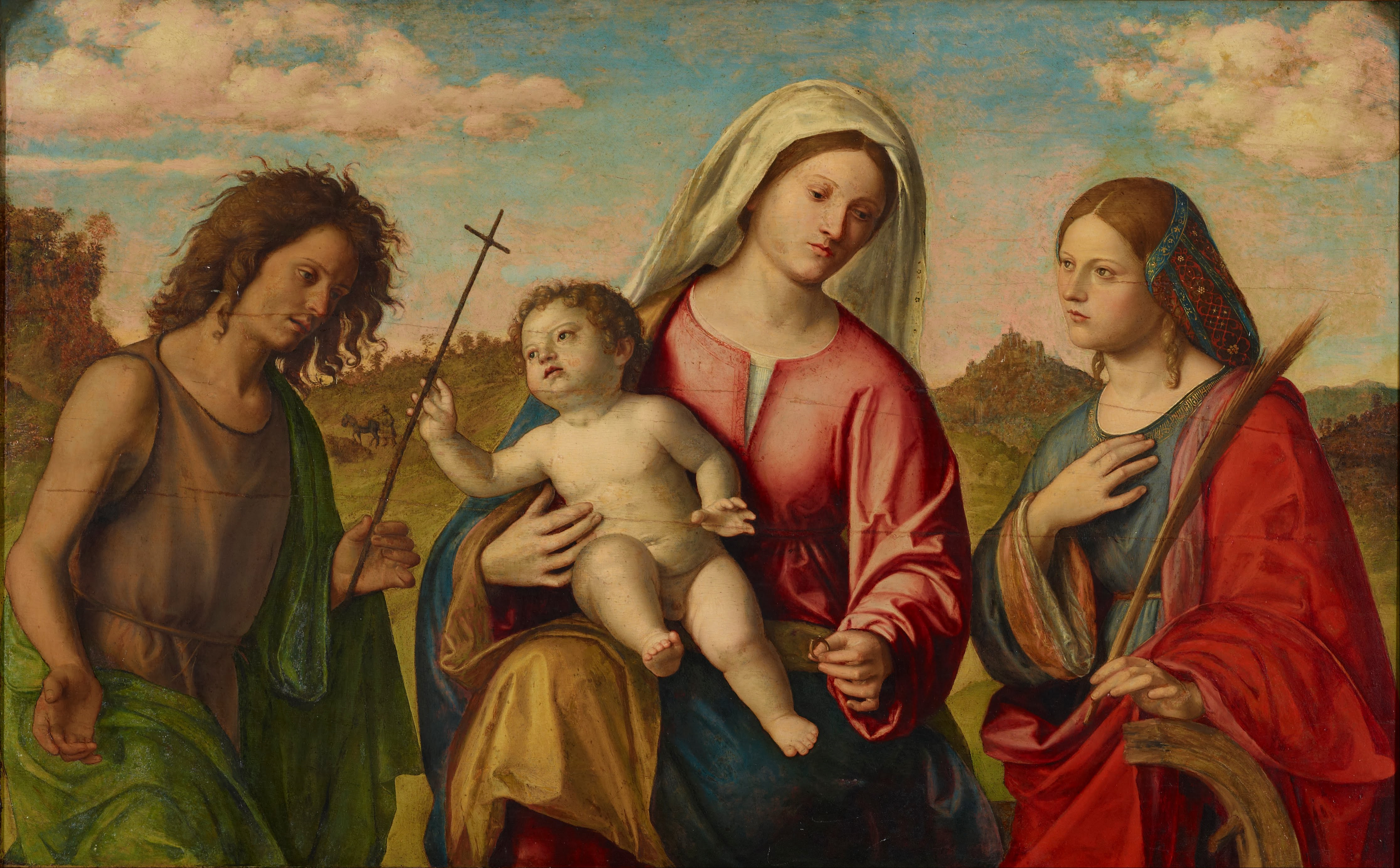
Conversation sacrée, Vierge à l'Enfant avec sainte Catherine et saint Jean Baptiste, Cima da Conegliano  (v. 1515).
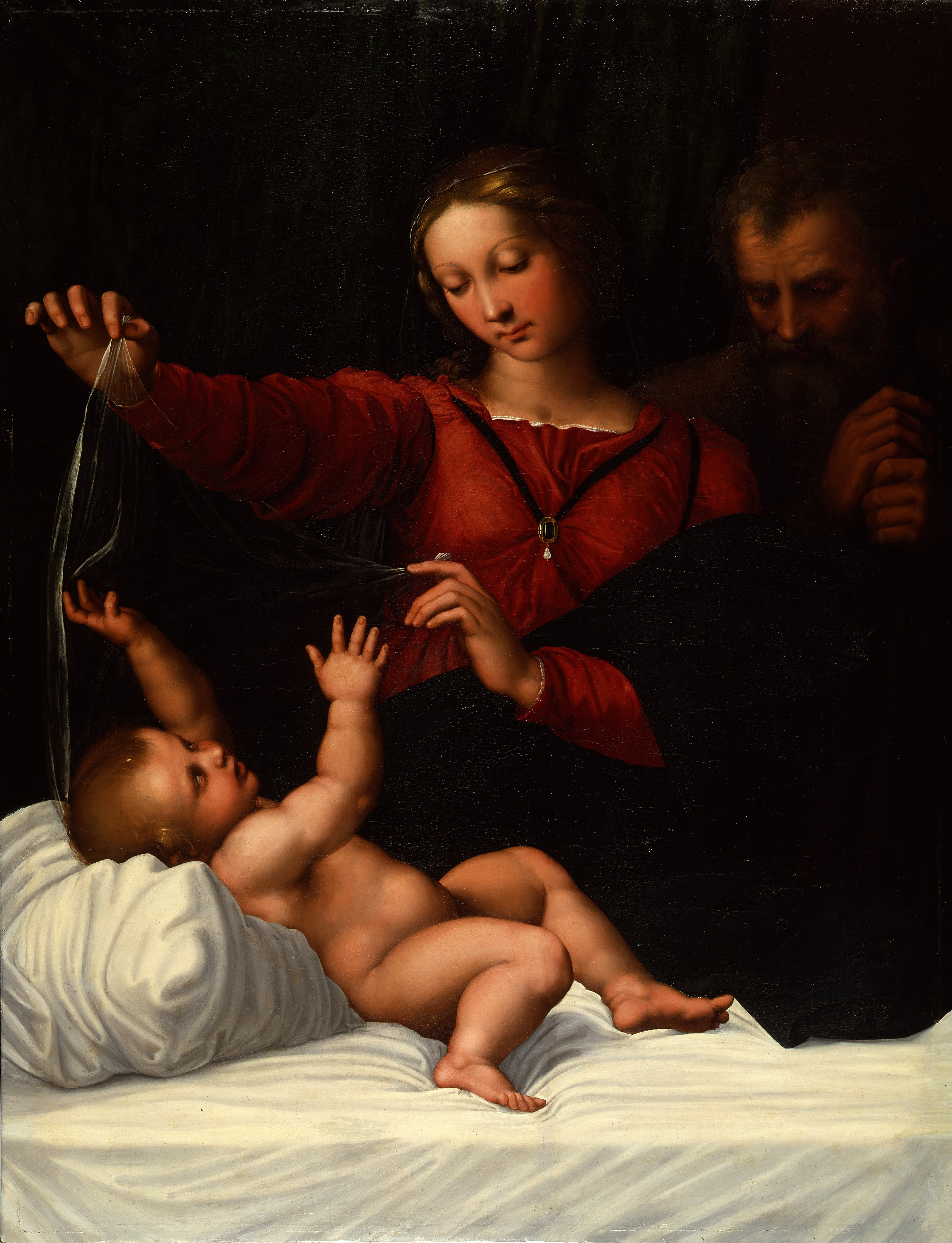
La Sainte Famille, Raphaël (1510).

## Expositions
Depuis 1999, la Morgan Library offre des expositions variées sur les différentes collections. Au fil des ans, on peut noter quelques expositions spéciales :
- Du 20 mai au 28 septembre 2008, pour la première fois depuis plus d’une décennie, ses 3 bibles Gutenberg.

- Du 24 janvier au 27 avril 2014, The Little Prince : A New York Story[2]. Peu de gens savent que l’histoire du livre Le petit prince de Antoine de Saint-Exupéry a été écrite et publiée en premier (1943) dans la ville de New York. L’exposition mettait en vedette 25 pages du manuscrit ainsi que les 43 dessins originaux du livre.

## Visiter la Morgan Library

### Historique
La Morgan Library est ouverte au public depuis 1924, alors que J.P. ‘Jack’ Morgan (1867-1943), le fils de J.P. Morgan, la rend publique. Jack avait hérité de la succession de son père à sa mort en 1913, et, après avoir été persuadé par Belle da Costa Greene, avait décidé de rendre la collection ouverte au public. Depuis ce temps, la bibliothèque a vécu plusieurs transformations et a évolué pour devenir une des plus anciennes bibliothèques de la ville de New York, avec une fréquentation en personne de 250,000 visiteurs et plus de 7 millions de visites en ligne (2023)
On peut accéder à plusieurs ressources et expositions via le site internet de la bibliothèque, tels que certains dessins de l’exposition Beatrix Potter, Drawn to Nature (avec une composante audio), et Alice: 150 Years in Wonderland qui offre des illustrations, manuscrits, un vidéo de certaines adaptions de l’histoire d’Alice au pays des merveilles ainsi que de la musique inspirée par Alice.

### Éducation
Le programme Exploring with the Morgan offre aux groupes scolaires l’occasion de compléter le curriculum de la maternelle jusqu’à la 12e année par le biais de l’observation directe des sources premières. Les enseignants ont aussi la possibilité de faire des ateliers de formation. Enfin, ou retrouve aussi un concours d’écriture pour les adolescents.

### Concerts et autres activités
La Morgan Library offre à chaque année plusieurs concerts, rencontres, discussions, projections de films, etc. On y retrouve, par exemple, une soirée de jazz les vendredi soirs, à laquelle on peut assister avec son entrée au musée.

### Centenaire
En 2024, la Morgan célèbre ses 100 ans en tant qu’institution publique.  Pour l’occasion, la bibliothèque a organisé un symposium intitulé Symposium: Belle da Costa Greene se déroulant le 25 octobre 2024, qui lançait l’exposition spéciale Belle da Costa Greene: A Librarian’s Legacy. Cette exposition peut être visitée entre le 25 octobre 2024 et le 4 mai 2025, et met en valeur la vie et le travail remarquable de la première bibliothécaire de la Morgan Library, qui en est devenu la première directrice en 1924 jusqu’à sa retraite en 1948.

## Dans les œuvres culturelles
- Ragtime, film de Miloš Forman (1981).

- Belle Greene, roman de Alexandra Lapierre (2021). La vie de Belle da Costa Greene.
- The Personal Librarian, roman historique de Maria Benedict et Victoria Christopher Murray (2021). Le livre raconte l’histoire de la vie de Belle da Costa Greene, qui se prétendait portugaise alors qu’elle était noire, et qui fut la première bibliothécaire de la Morgan Library. Le livre a été choisi pour le Good Morning America Book Club Pick[8], et a été nommé Meilleur livre de l’année par NPR[9].
- An Illuminated Life: Belle da Costa Greene’s Journey from Prejudice to Privilege par Heidi Ardizzone, Ph.D. (2021). La ‘vie secrète’ de Belle da Costa Greene.
- 100 Master Drawings from The Morgan Library and Museum par Hirmer Verlag (2008). Une collection des dessins de plusieurs artistes célèbres, tels que Picasso et Pollock, faisant partie de la collection de la Morgan Library.
- J. Pierpont Morgan’s Library: Building the Bookman’s Paradise par Colin B. Bailey and Daria Rose Foner, Barry Bergdoll, Andrew S. Dolkart, Christine Nelson, and Brian Regan (2023). Un livre relatant en images la restauration de l’extérieur de la Morgan Library.